# リトルネロ形式
リトルネッロ形式（リトルネッロけいしき　伊: Ritornèllo）は、西洋音楽の楽曲形式の一つ。

## 概要
バロック時代の協奏曲に多く見られた形式で、リトルネッロと呼ばれる主題を何度も挟みながら進行する。ロンド形式と類似しているが、ロンドの場合にロンド主題が毎回同じ調（主調）で奏されるのに対し、リトルネッロ形式では、楽曲の最初と最後以外は主調以外の調で奏される。また協奏曲では、リトルネッロを全合奏で、リトルネッロに挟まれた部分を独奏楽器（群）が奏する。
リトルネッロ形式はアントニオ・ヴィヴァルディの協奏曲「春」などに特徴的で、初期の『調和の霊感』作品3でもすでに多用されている。ただし、ヴィヴァルディがリトルネッロ形式の発明者というわけではなく、それ以前にトレッリやアルビカストロがリトルネッロ形式を使用している。初期のリトルネッロは短いものだったが、もっとも発達したリトルネッロは主調に2種類、関係調1種類、遠隔調1種類の4種類を使用するようになった。
バロック時代以降も、ベートーヴェンの時代まで協奏曲の第一楽章にリトルネッロ形式が使われ続けた。古典派音楽の協奏曲の第一楽章は提示部・展開部・再現部の3部分から構成されるソナタ形式と解釈されることが多いが、通常のソナタ形式とは異なっている。実際には「管弦楽の全奏による提示部の1度め」、「提示部（2度め）の終わりの全奏」、「楽章の終わり（カデンツァの後）の全奏」がリトルネッロで、その間に独奏を主体とした部分がはさまれた形式とも見なされる。
協奏曲を元にした音楽でもリトルネッロ形式は使われる。たとえばバッハのカンタータの多くはリトルネッロ形式で、合唱が独奏楽器の役割を果たす。

## 成立史
リトルネッロという言葉は、イタリア語で「復帰」を意味する ritorno に指小辞のついた形で、「繰り返し」を意味する。音楽用語としては3つの詩行からなる民謡で、第1行と第3行が韻を踏むものを指すのが最も古い。14世紀のマドリガーレの詩の最後の2行のこともリトルネッロと呼んだ。17世紀にはいると、声楽曲、とくにアリアの前奏・間奏・後奏の器楽部を指すようになったが、リトルネッロの部分は毎回同じではなく、転調するなど何らかの変形をともなうようになっていった。18世紀はじめにこの形式の声楽部分をソロ楽器に置き換えることによって協奏曲のリトルネッロ形式が成立した。